# 首都医科大学附属北京积水潭医院
首都医科大学附属北京积水潭医院，位于北京市，是以骨科、烧伤科著称的综合性三级甲等医院，也是首都医科大学附属医院、首都医科大学第七临床医学院、北京大学第四临床医学院，国家骨科医学中心主体医院。

## 简介
1956年，北京积水潭医院在清朝棍贝子府旧址成立。经过半个世纪的发展，北京积水潭医院已经成为以骨科、烧伤科为重点学科，拥有内科、外科、妇科、 眼科、口腔科、耳鼻喉科、皮肤性病科、中医内科、中医正骨科、针灸科、理疗康复科等学科的三级甲等综合性医院。北京积水潭医院设有北京市创伤骨科研究所、北京市烧伤研究所、北京创伤烧伤抢救中心、北京市手外科研究所、北京市骨科疾病研究治疗中心。此外，全国计算机辅助外科学会、计算机辅助外科研究和应用中心也设在该医院。

## 院区

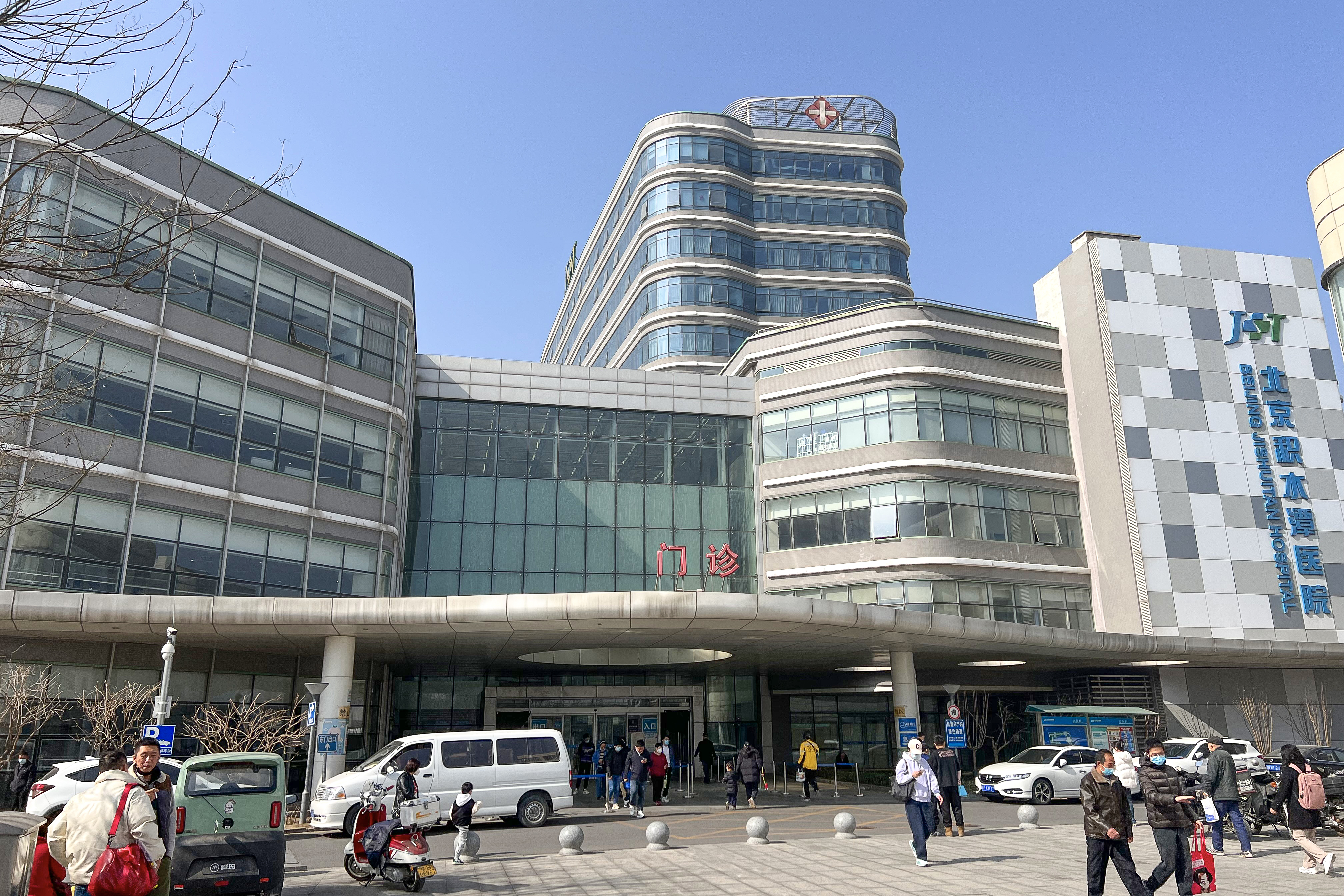
积水潭医院回龙观院区

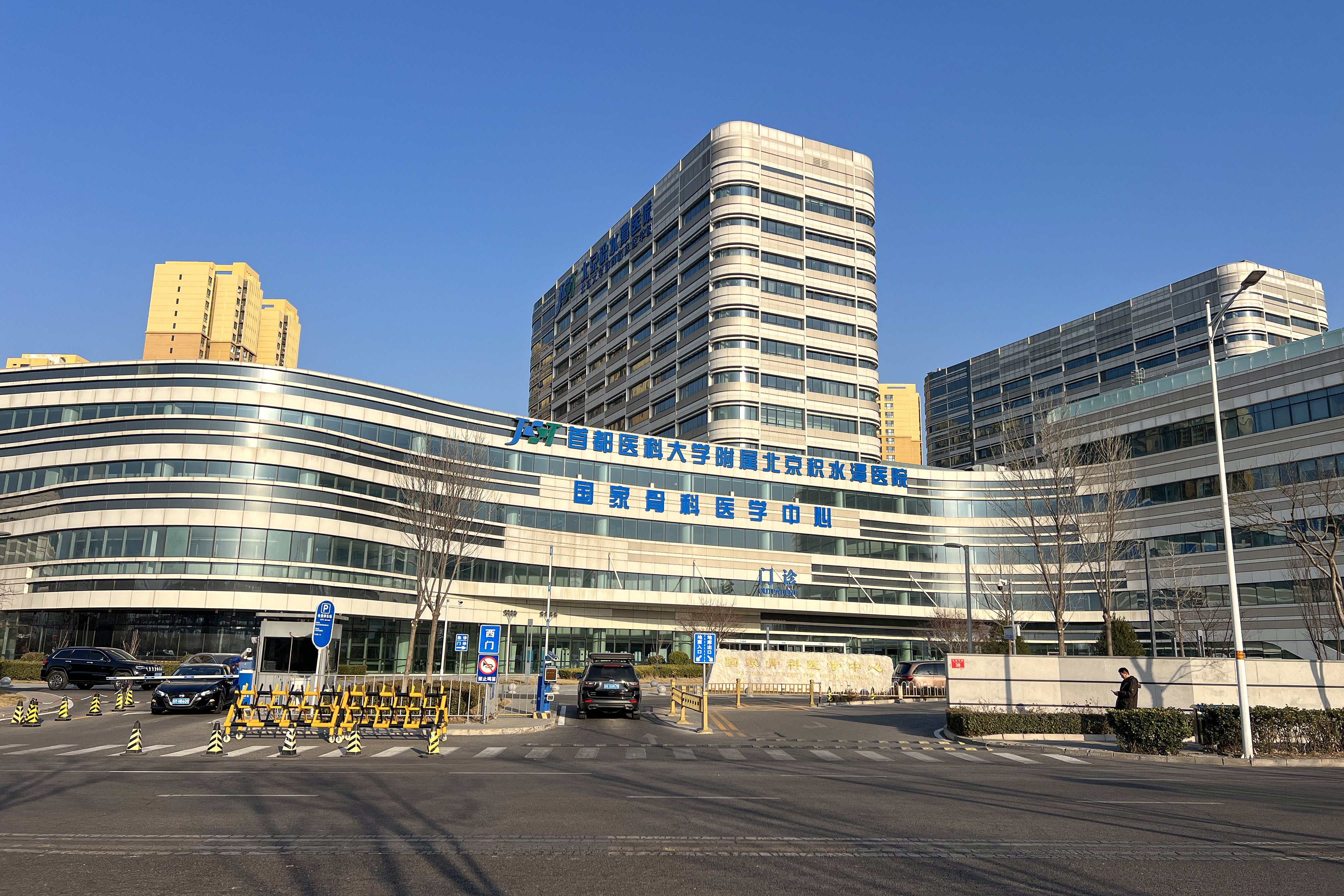
积水潭医院新龙泽院区

北京积水潭医院设有三个院区：新街口院区、回龙观院区、新龙泽院区。
新街口院区即该院的老院区，棍贝子府旧址处，位于北京市西城区新街口东街31号。
回龙观院区位于北京市昌平区回龙观回南北路，于2013年1月28日正式建成并投入试运行。
新龙泽院区位于北京市昌平区回龙观龙域环路38号，于2021年7月16日开放门诊，同年12月29日全面开诊。